# Herb gminy Gołcza
Herb gminy Gołcza – jeden z symboli gminy Gołcza, ustanowiony 16 grudnia 2002.

## Wygląd i symbolika
Herb przedstawia na tarczy koloru srebrnego czerwony krzyż, a w centralnej części srebrnego orła na tarczy (symbol Związku Strzeleckiego). 